# ساتوشي ساياما
ساتوشي ساياما (باليابانية: 佐山 敏) (27 مايو 1980 في كاغوشيما في اليابان – )؛ هو لاعب كرة قدم سابق كان يلعب كمدافع.